# Ana Etkin
Ana Cecilia Etkin, (Córdoba, 9 de noviembre de 1965) es una arquitecta argentina, reconocida tanto por su labor profesional como académica.

## Trayectoria
Inició sus primeros pasos en la carrera docente en el año 1992, mismo año que recibe su Título de Arquitecta en la Facultad de Arquitectura, Urbanismo y Diseño (Universidad Nacional de Córdoba) previa instancia de formación en Italia durante su Tesis de grado en la Universitá degli Studi di Roma La Sapienza.
A partir de allí comienza a realizar obras de arquitectura (viviendas unifamiliares, locales comerciales y hasta una reestructuración urbana paisajística de la Ciudad Universitaria de Río Cuarto). Estos primeros años de su carrera le permiten mirar diferentes escalas de arquitectura focalizándose posteriormente en la escala del diseño arquitectónico donde ha obtenido el reconocimiento de sus pares y en premiaciones en concursos.

## Reconocimientos
Un hito en la carrera de Ana Etkin es el año 1995 cuando realiza la Biblioteca Central de la Universidad Nacional de Río Cuarto junto a los arquitectos Patricio Mullins, José Santillán, Pablo Goldenberg y el diseñador industrial Mario Ivetta. Esta obra los posiciona como emergentes destacados dentro del ámbito de la provincia de Córdoba y reciben una serie de reconocimientos en 1995: Segunda Mención VI Bienal Internacional de Arquitectura de Buenos Aires, y un Especial Reconocimiento Rectoral de la Universidad Nacional de Río Cuarto. En 1998 llegaron a la instancia de finalistas del Premio Mies Van der Rohe para la arquitectura latinoamericana de la Fundación Mies Van der Rohe, Barcelona que los proyecta fuera del ámbito local.

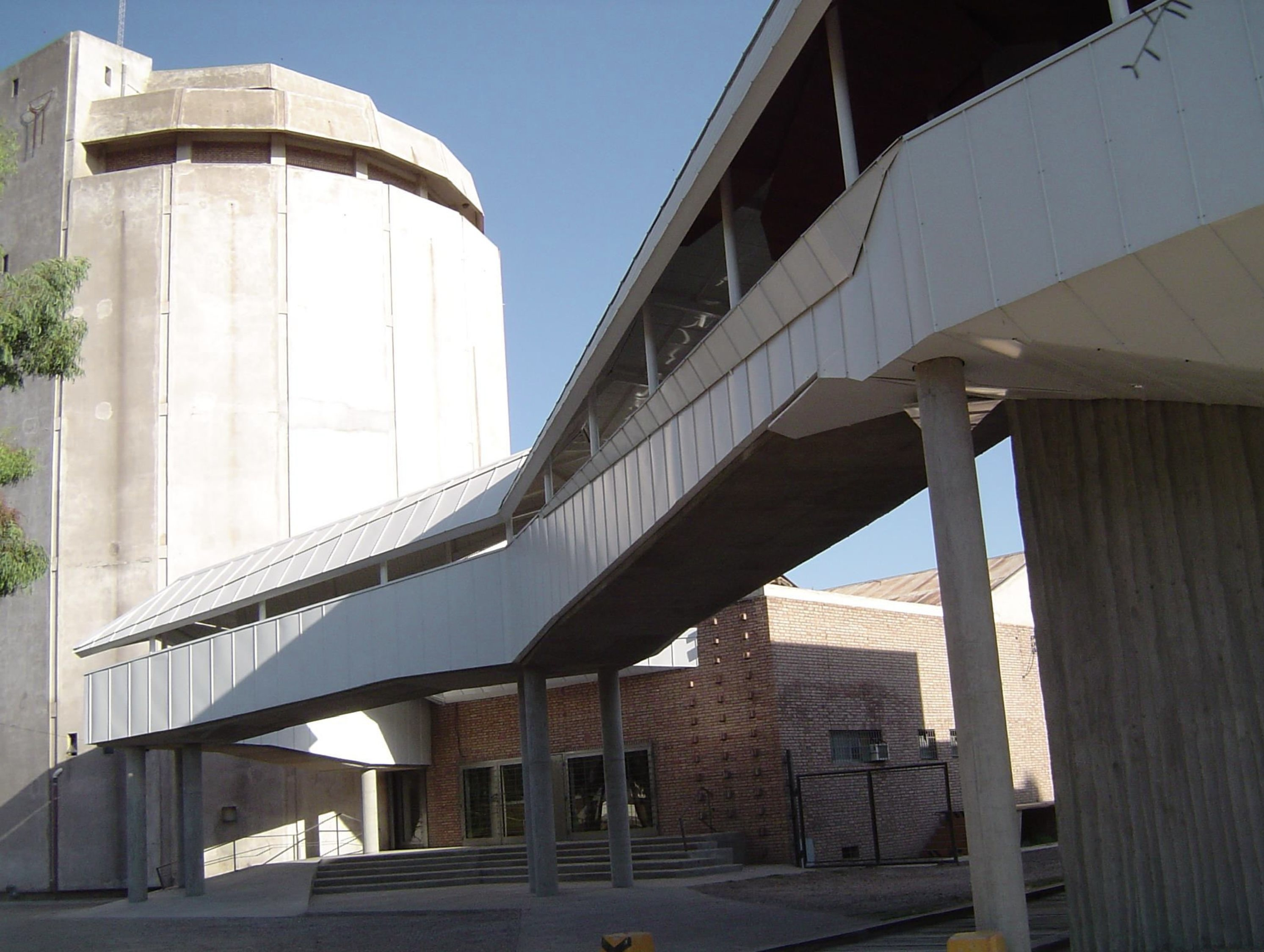
Bodega Rodeo del Medio de Mendoza

Con la Bodega Rodeo del Medio de Mendoza obtuvo el Primer Premio en la categoría Mejor Obra Construida en Edificar de Mendoza en el año 2008. Con el proyecto Templo San Juan Bosco obtuvo el Primer Premio (junto a Mauro Israelevich) en el Concurso Nuevo Templo de la Comunidad Salesiana de Tucumán, 2004. Con la Cooperativa Eléctrica obtiene el Primer Premio en el Concurso Cooperativa Eléctrica General Deheza en 1999. En el Concurso Nacional de 400 viviendas Deliot Oeste organizado por la Municipalidad de Rosario obtiene el quinto. Premio y la Construcción de 40 viviendas en 1997.

## Actividad académica
Es profesora titular en la Facultad de Arquitectura, Urbanismo y Diseño (Universidad Nacional de Córdoba) , en la Facultad Arquitectura de la Universidad Católica de Córdoba y en la Universidad Torcuato Di Tella.

## Obras

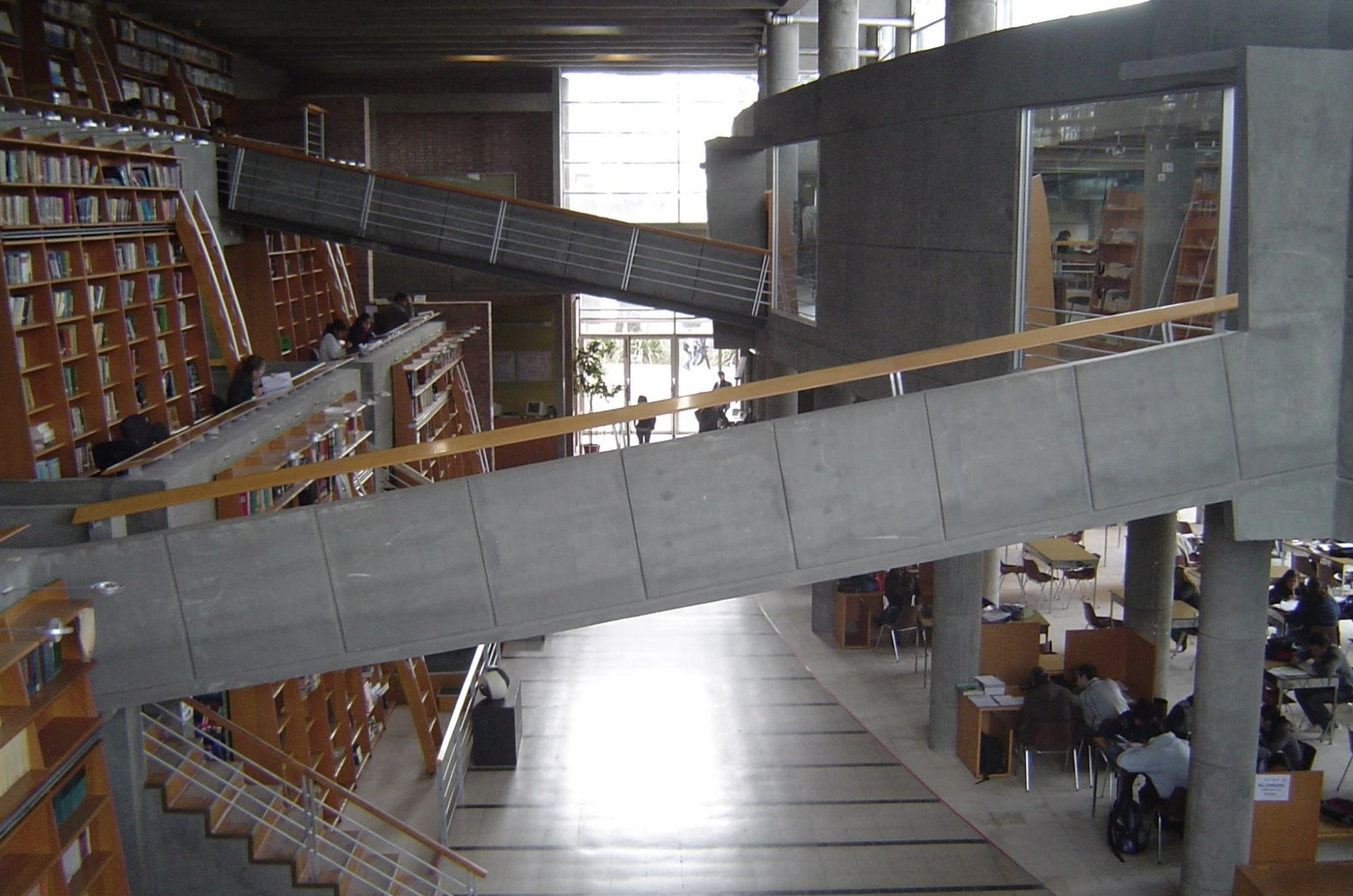
Biblioteca Central de la Universidad Nacional de Río Cuarto

- Biblioteca Central de la Universidad Nacional de Río CuartoBiblioteca Central de la Universidad Nacional de Río Cuarto (2004)
- Bodega Rodeo del Medio de Mendoza
- Templo San Juan Bosco, primer premio Concurso Nuevo Templo de la Comunidad Salesiana de Tucumán (2004)
- Nuevo Templo de la Comunidad Salesiana de Tucumán
- Cooperativa Eléctrica General Deheza (1999)

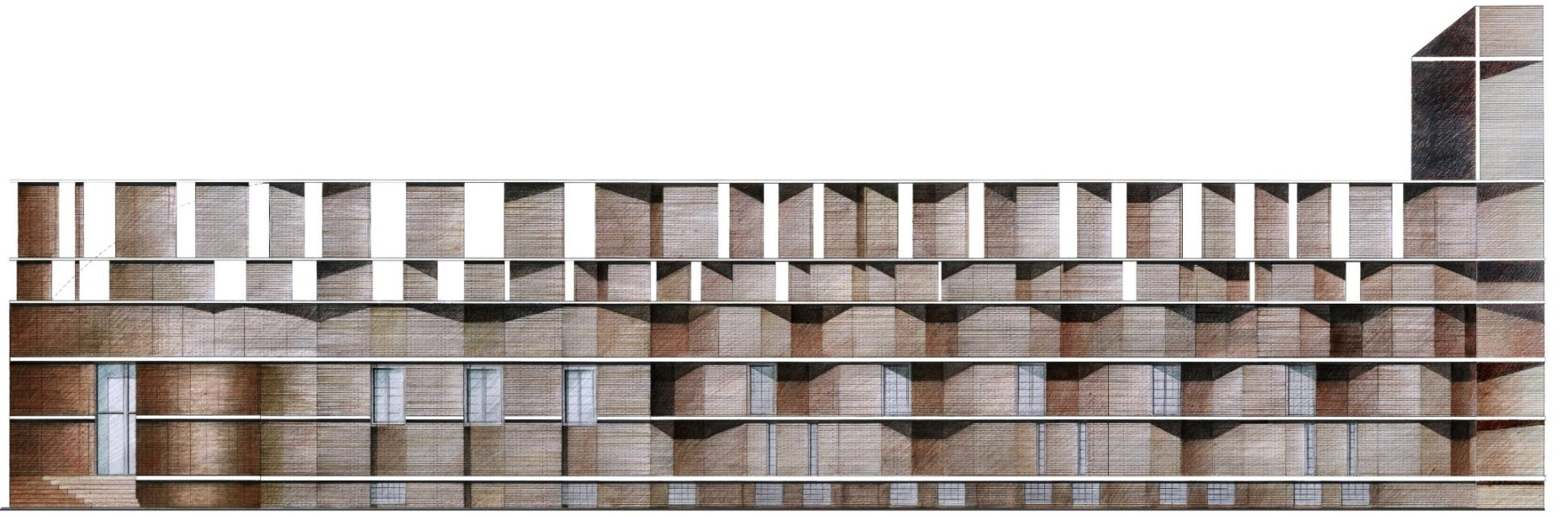
Fachada Templo San Juan Bosco

- Concurso Nacional de 400 viviendas Deliot Oeste organizado por la Municipalidad de Rosario, quinto premioCasa CañadaTemplo San Juan BoscoFachada Templo San Juan BoscoConstrucción de 40 viviendas Deliot Oeste  (1997)

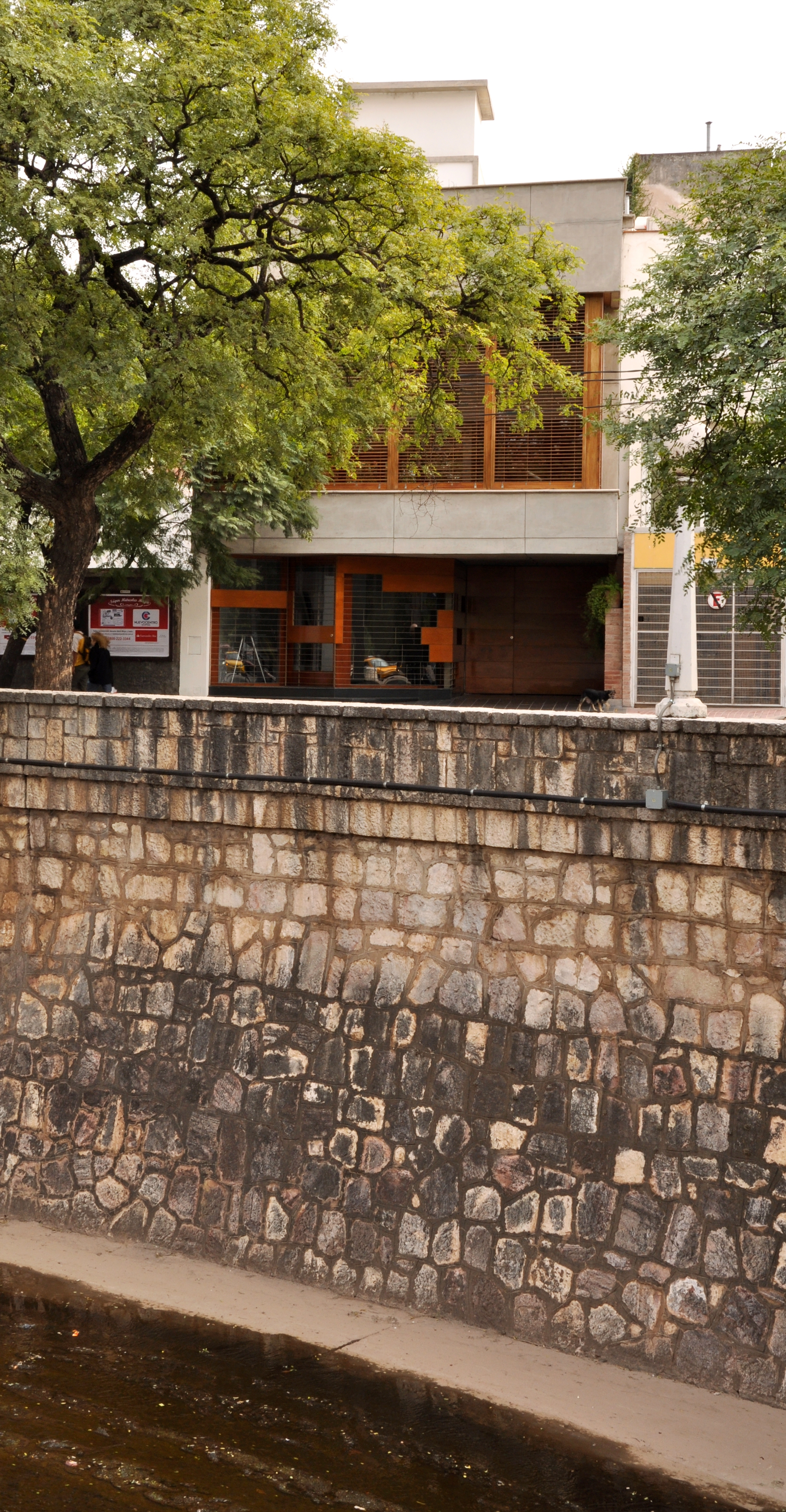
Casa Cañada

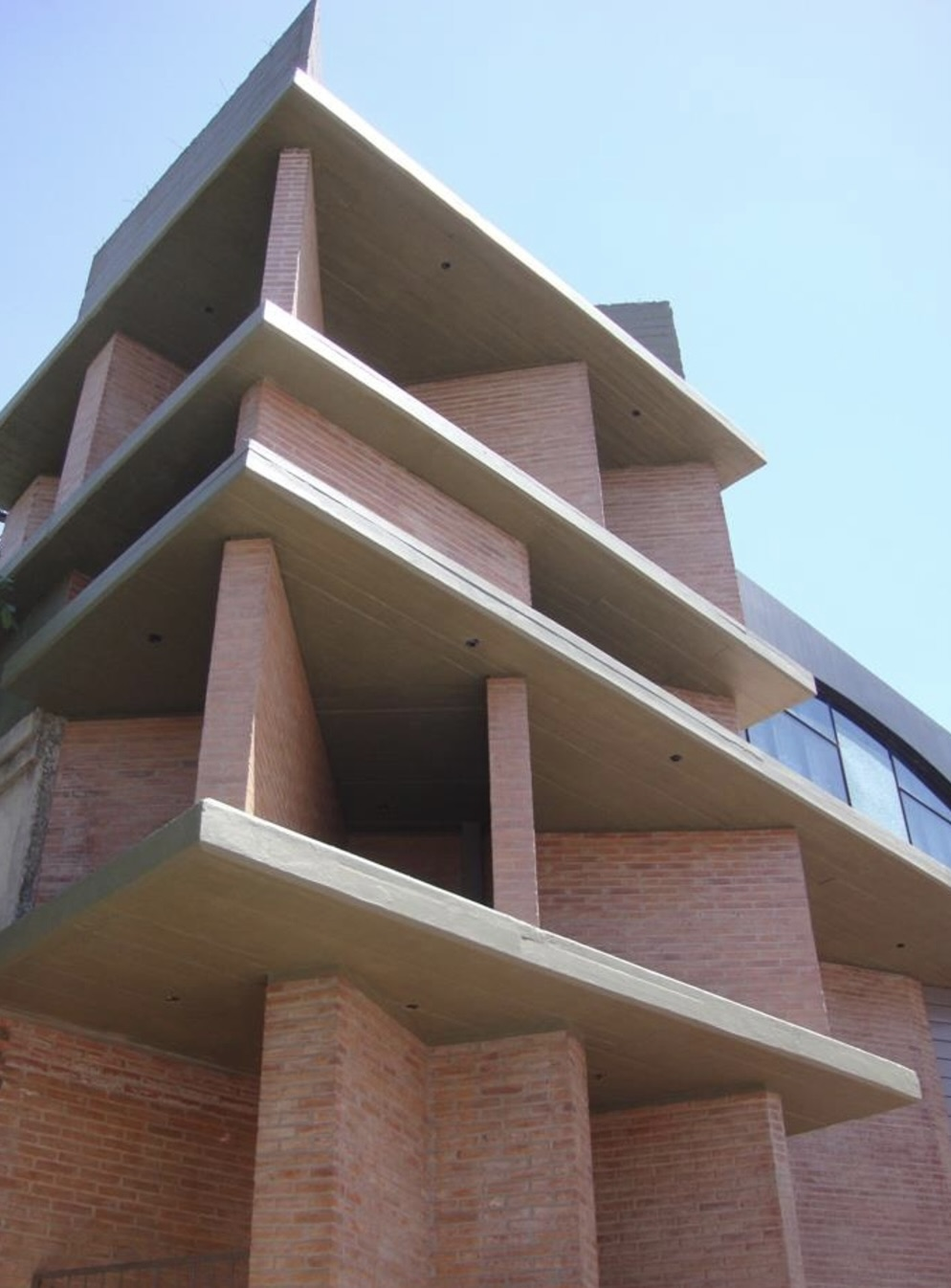
Templo San Juan Bosco